# Мучнина
Мучнина, мука (лат.  - наузеја)  специфични је физиолошки и психолошки, осећај нелагодности и гађења у грлу, доњем делу грудног коша и трбуху који, се може описати, као осећај повећаног притиска у желуцу и најчешће је праћена повраћањем.

## Етиологија
Мучнина често настаје, као психичка манифестација акта повраћања, или јој претходи, код људи, али и као последица, многих психичких али и органски болести појединих органа; мождане дупље, грудне дупље, трбушне дупље (жучне кесе, танког и дебелог црева, слепог црева, гуштераче)
У току тровања разним хемијским материјама, боравка у атмосфери сниженог атмосферског притиска (хипоксија), злоупотребе алкохола, дроге, кафе, цигарета и за време лечења бројним лековим појава мучнине је честа.
Због све веће употребе хемотерапија цитостатицима мучнина је присутна у 29% болесника на овој терапији. Ако се томе додају и бројне мучнине које потичу од туморозног процеса, постоперативних захвата, радиотерапије, и других процедура, појава мучнине у болесника са тумором присутна у 10% до 90% случајева.

## Патофизиологија
Мучнина је свесно препознавање подсвесног надражаја појединих подручја кичмене мождине, који је непосредно повезан са центром за повраћање или је сам његов део.
Мучнина настаје након прераде информација, односно аферентних сигнала који долазе из желуца преко парасимпатикусних влакана у кору великог мозга, али и из нижих делова мозга. Она ће изостати уколико је повраћање централног порекла, односно уколико га не изазивају стимулуси из желуца и других делова дигестивног тракта већ настаје под утицајем импулса из централног нервног система.

## Пратећи симптоми
Мучнину често прате и други симптоми као што су:
- појачано лучење пљувачке
- вртоглавица
- светлуцање пред очима
- тешко гутање
- промена температуре коже, праћена знојењем
- убрзано лупање (рад) срца
- грчеви у стомаку
- осећај гађење
- диспнеја
- убрзана перисталтика црева

## Терапија
Како мучнина претходи повраћању, у току кога се губи већа количина течности, неопходна је рехидратација пацијента парентералним или оралним уносом течности.
 
Лекови који се користе против повраћања као симптоматска терапија могу се применити и против мучнине. У ову групу лекова који се називају  антиеметици иприпадају клометол, ондасетрон, пиридоксин, меклозин, канабиноиди, бензодијазепини ...